# Croaziera (film din 1981)
Croaziera este un film românesc dramatic din 1981 scris și regizat de Mircea Daneliuc. În rolurile principale joacă actorii Nicolae Albani ca tovarășul Proca, Paul Lavric ca doctorul Velicu și Tora Vasilescu ca Lili. Filmul prezintă un grup de tineri, câștigători ai mai multor concursuri din diverse domenii, aflați într-o croazieră cu bărcile pe Dunăre.

## Rezumat
Un grup de tineri organizează o croazieră pe Dunăre de la Calafat la Cernavodă. Croaziera este oferită de către autoritățile comuniste unor tineri fruntași în întrecerile uteciste. Ei o privesc ca pe o escapadă, în timp ce organizatorii se străduiesc să impună disciplina și normele eticii socialiste.

## Distribuție
- Tora Vasilescu — Lili Sanda Florișteanu, coafeză la „Igiena”, câștigătoarea concursului de recitări[2]
- Nicolae Albani — tov. Duțu Proca, activist de partid, organizatorul expediției nautice pe Dunăre
- Maria Gligor — Lala, soția tov. Proca
- Paul Lavric — dr. Velicu, adjunctul tov. Proca
- Mircea Daneliuc — Vladi Marin, excursionistul cu un singur rinichi
- Ioana Manolescu — Crenguța Chiran, câștigătoarea concursului „Mâini măiestre”
- Mihaela Juvara — Viorica, soția dr. Velicu
- Adriana Șchiopu — Rodica Lupașcu, câștigătoarea concursului „Cel mai curat loc de muncă”
- Florin Tănase — Florea, instructorul sportiv
- Maria Munteanu — Rela, iubita blondului
- Mario Podoleanu — Filip, instructorul bărbos
- Augustin Brânzaș — „blondul” Grigore Avădanei, croitor din Botoșani
- Nucu Niculescu
- Eli Măguleanu
- Ioan Georgescu
- Constantin Chiriac — Paul Chelea, excursionist
- Petrică Nicolae — excursionist
- Laurențiu Lazăr — excursionist
- Andrei Peniuc
- Cornel Preda
- Cristian Ghiță
- Vasile Filipescu
- Constantin Chelba
- Victor Hillerin
- Adi Carauleanu
- Violeta Ciomîrtan
- Camelia Ceaușescu
- Mirela Duduleanu
- Marilena Popescu
- Emanuela Lavaroni
- Maria Morariu
- Octavian Moalfă
- Doinița Ana Roșianu

## Primire
Filmul a fost vizionat de 1.627.117 de spectatori în cinematografele din România, după cum atestă o situație a numărului de spectatori înregistrat de filmele românești de la data premierei și până la data de 31 decembrie 2014 alcătuită de Centrul Național al Cinematografiei. Croaziera se află pe locul 10 în clasamentul ”Cele mai bune 10 filme românești din toate timpurile Arhivat în 9 noiembrie 2016, la Wayback Machine.”, publicat în 2008 și realizat de 40 critici de film.

## Premii
- 1981 - ACIN - Marele Premiu, Premiul pentru montaj și Diplome de onoare (Ioana Manolescu și Nicolae Albani)
- 1981 - Costinești - Marele Premiu